# Payback (film, 1995)
Pour les articles homonymes, voir Payback.
Pour plus de détails, voir Fiche technique et Distribution.
Payback est un thriller érotique américain sorti en 1995, réalisé par Anthony Hickox.

## Synopsis
Oscar et un camarade braquent un magasin, mais le camarade est tué et Oscar se retrouve en prison. Il se lie d'amitié avec son compagnon de cellule âgé, qui avait caché une grosse somme d'argent avant d'être incarcéré. Gully, un gardien de prison impitoyable, veut savoir où est caché largent, mais le vieux prisonnier refuse de le lui révéler. Gully le tue après lui avoir volé le dessin qui indique la cachette. Avant de mourir, le vieil homme fait promettre à Oscar qu'il tuera Gully et lui révèle que l'argent est caché dans un cimetière. 
Après quelques années, Oscar est libéré de prison et part à la recherche de Gully, qui ne travaille plus en prison mais dirige un restaurant avec sa charmante femme Rose. Oscar parvient à se faire embaucher en échange du gîte et du couvert. Gully semble avoir changé de caractère, en raison de la cécité survenue après un accident. Oscar et Rose commencent une liaison et il essaie de la convaincre de quitter Gully et de le suivre. Mais la femme refuse, prétextant qu'elle a promis à Gully de rester à ses côtés, au moins jusqu'à ce qu'il reçoive l'indemnité d'assurance qui lui permettra de se faire opérer des yeux et de retrouver la vue. Après quelques jours, Oscar trouve par hasard le dessin de son ancien compagnon de cellule, et se rend au cimetière : il trouve le butin de 200 000 dollars, mais apparaît alors un autre prisonnier noir camarade d'Oscar, désormais chauffeur de taxi, qui, connaissant l'histoire, exige tout l'argent pour lui-même et menace Oscar avec une arme à feu. Les deux se disputent, l'ami semble être tué. Oscar revient à Gully et montre l'argent à Rose, qui semble maintenant convaincue de le suivre. Or le lendemain, Oscar ne trouve pas l'argent et cherche Rose partout. Gully apparaît devant lui avec un fusil pointé sur lui, révélant qu'il l'avait reconnu depuis le début et qu'il avait préparé ce coup monté avec la complicité de sa femme, pour que ce soit lui, Oscar, qui trouve le butin, mais qu'il le lui vole à la fin. Gully tente de tirer sur Oscar, mais son fusil n'est pas chargé, et Oscar réplique en le tuant avec sa propre arme, puis il retrouve Rose au bord d'une falaise : les deux s'embrassent, il semble que tout soit bien qui finit bien, mais de manière inattendue Rose pousse Oscar dans le vide, et il s'écrase contre les rochers. Ensuite, Rose récupère la valise avec le butin et, se dirigeant vers l'aéroport, monte dans un taxi conduit par l'ancien camarade noir d'Oscar, qui semblait mort après la bagarre au cimetière. Il dit à Rose qu'il va prendre « un raccourci », ce qui laisse entendre qu'il va la voler à son tour.

## Fiche technique
- Titre original anglais : Payback
- Réalisation : Anthony Hickox
- Scénario : Sam Bernard
- Genre : Thriller érotique
- Musique : Anthony Marinelli (en)
- Production : Tapestry Films, Trimark Pictures[1]
- Photographie : David Bridges[1]
- Montage : Anita Brandt Burgoyne[1]
- Pays de production :  États-Unis
- Langue originale : anglais américain
- Durée : 93 min
- Date de sortie : 
  - États-Unis : 1995

## Distribution
Sauf indication contraire, les informations mentionnées dans cette section peuvent être confirmées par la base de données cinématographiques IMDb,  présente dans la section « Liens externes ».
- C. Thomas Howell : Oscar Bonsetter
- Joan Severance : Rose Gullerman
- Marshall Bell : Tom "Gully" Gullerman
- Richard Burgi : Al Keegan
- John Toles-Bey : Marcus Jackson
- R.G. Armstrong : Mac
- Steve Wilcox : gars agressif
- Lisa Robin Kelly : adolescente
- David Anthony Higgins : Jim Koval
- Denise Bessette : femme de Jim
- Breckin Meyer: fils de Jim
- Katherine Barrese : femme en prison
- Dana Sheehan : gardien
- Frank Strick : vendeur d'armes